# Tor di Quinto (quartiere)

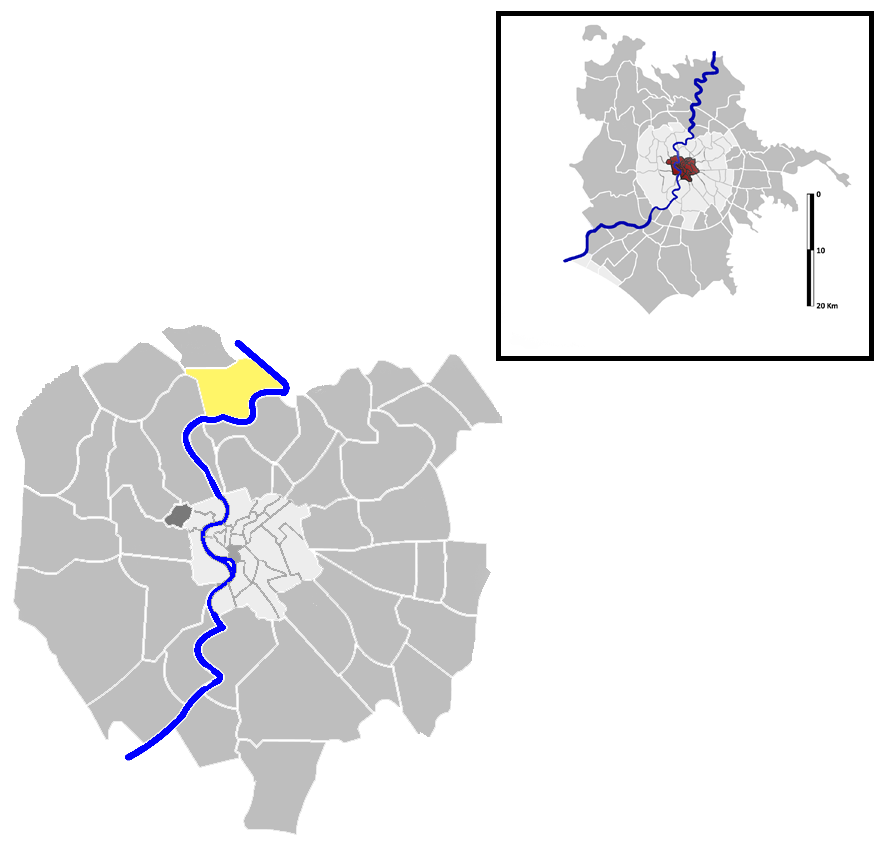
Quartiere Tor di Quinto

Tor di Quinto é o décimo-oitavo quartiere de Roma e normalmente indicado como Q. XVIII. Este mesmo topônimo indica a zona urbana 20A do Municipio XV da região metropolitana de Roma Capitale. Seu nome é uma referência a uma torre que ficava na quinta milha a partir da Porta Ratumena.

## Geografia
O quartiere Tor di Quinta fica na região norte da cidade, encostado na margem direita do rio Tibre e na margem direita do rio Aniene, que é um afluente do primeiro. Suas fronteiras são:
- ao norte está o subúrbio S. I Tor di Quinto, separado pelo fosso da Acquatraversa, da Via Cassia na altura da Via dell'Acqua Traversa até a Via dei Due Ponti e a zona Z. LVI Grottarossa, separada pelo riacho Aniene, da Via Flaminia Vecchia na altura da Via dei Due Ponti até a confluência do riacho com o Tibre.
- a leste está a zona Z. I Val Melaina, separada pelo rio Tibre, da confluência do riacho Aniene no Tibre até a confluência do rio Aniene no Tibre.
- ao sul está o Q. II Parioli, separado pelo rio Tibre, da confluência do rio Aniene até a Ponte Milvio.
- a oeste está o Q. XV Della Vittoria, separado pela Via Cassia, da Ponte Milvio até a Via della Camilluccia.

A zona urbana tem as seguintes fronteiras:
- a norte estão as zonas 20E Grotta Rossa Ovest e 20F Grotta Rossa Est.
- a leste está a zona 4L Aeroporto dell'Urbe.
- ao sul estão as zonas 2Y Villa Ada e 2A Villaggio Olimpico.
- a oeste está a zona 20D Farnesina.

## História

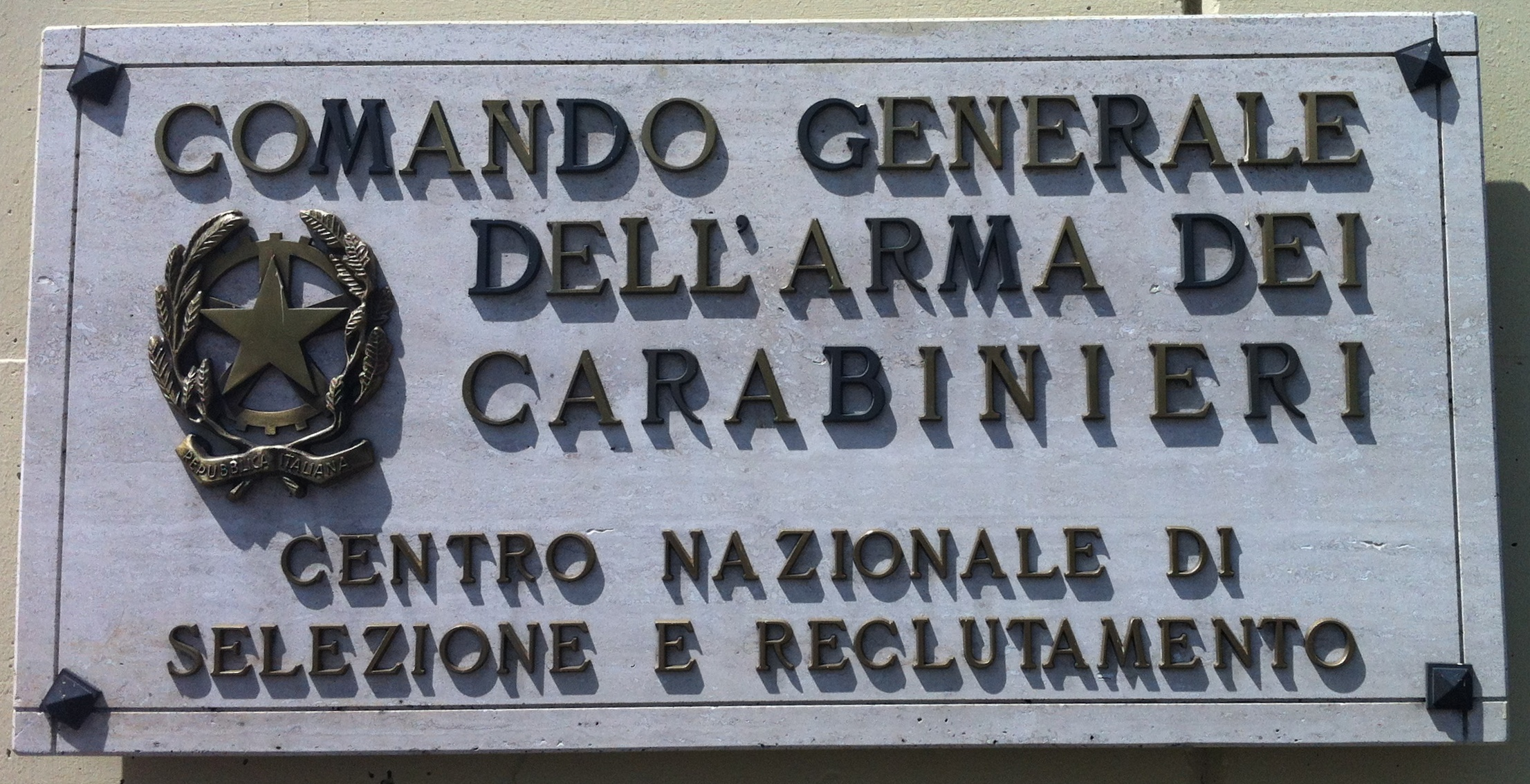
Placa no quartel dos Carabinieri.

Este quartiere foi definido oficialmente, juntamente com o subúrbio homônimo, em 1 de março de 1954 depois de uma subdivisão do antigo subúrbio S. I Parioli em dois: o quartiere Q. XVIII Tor di Quinto e o subúrbio S. I Tor di Quinto. Até a década de 1940, Tor di Quinto era considerada uma zona praticamente fora da cidade. O último "posto avançado" antes dali era a Piazzale di Ponte Milvio, a partir da qual se podia chegar, através de uma linha de bonde, a um dos extremos setentrionais do quartiere, o final da Via dei Due Ponti. Esta linha de bonde ligava duas zonas que, na época, eram consideradas remotas pela maioria dos romanos, apesar de se poder chegar facilmente a partir da Ponte Milvio (chamada pelos romanos ainda hoje de Ponte Mollo) a um quartiere mais luxuoso, como o Parioli, ou o populoso Flaminio.
Parioli era considerado de classe alta, Flaminio de classe média, média alta e de profissionais liberais, Ponte Milio de classe média-baixa e operária e Tor di Quinto, por causa de sua vocação "rural" e "fora da porta" (da muralha romana), abrigava uma classe média baixa, similar à já citada, mas também um pouco camponesa (os chamados "vignaroli", pequenos horticultores locais e trabalhadores braçais da própria região onde hoje estão muitas residências) e, dada a situação naquela época, não havia na região muitas casas distribuídas de forma orgânica, mas uma espécie de aldeia espalhada por um território que ia do moderno Corso Francia (onde algumas casas mais antigas do período ainda estão) até a Via dei Due Ponti, passando pelo quartel de cavalaria que ocupava, para fins de adestramento, também as áreas que agora pertencem aos Carabinieri (Caserma Salvo D'Acquisto) e um centro esportivo da Marinha da Itália.
Além disto, na Viale di Tor di Quinto (Viale del Lazio até 1934) ainda existem algumas construções do final do século XIX (período conhecido como "umbertino"), separadas pelo quartel dos "Lancieri di Montebello" ("Caserma M.O.V.M. Cap. Camillo Sabatini") onde a cavalaria italiana era adestrada e onde se disputavam torneios equestres de nível nacional e internacional.
A partir da criação do quartiere, na década de 1950, a região passou por uma forte expansão imobiliária.
No final da década de 1970, a região ainda era considerada periférica e, ainda nesta época, se podiam ver rebanhos pastando em alguns lugares (perto da Via di Monterosi). Além disto, mais do que em outras zonas romanas, na região ainda existia os famosos campos romanos com os típicos alagadiços que surgiam depois das chuvas. Foi em Tor di Quinto que foi construído, no final do século XIX, uma grande estrutura chamada TSN ("Tiro a Segno Nazionale"), que ainda existe e fica localizada na longa avenida do mesmo nome. Na extremidade sul do Corso Francia está o "Monumento ai Caduti di Tor di Quinto nella Grande Guerra", no qual está a inscrição "VICTORES VICTVRI", Coloro che vincono saranno i vincitori".

## Vias monumentos
- Ponte Flaminio
- Ponte Tor di Quinto

### Antiguidades romanas
- Mausoléu de Tor di Quinto
- Ponte Milvio

## Edifícios

### Outros edifícios
- Caserma Salvo D'Acquisto
- Istituto scolastico della Religiose di Gesù e Maria

### Igrejas
- Cappella della Clinica Nuova Villa Claudia
- San Gaetano
- Santa Maria Addolorata a Tor di Quinto
- Preziosissimo Sangue di Nostro Signore Gesù Cristo a Tor di Quinto